# Laure Lepailleur
Pour les articles homonymes, voir Lepailleur.
Laure Lepailleur, née le 7 mars 1985 à Bernay dans l'Eure, est une footballeuse internationale française évoluant au poste de défenseuse.
Passée d'abord par Évreux et le CNFE Clairefontaine, elle joue ensuite au Montpellier HSC, à l'Olympique lyonnais puis au PSG où elle devient au total trois fois de championne de France et deux fois vainqueur du Challenge de France. Elle compte 38 sélections en équipe de France A et a notamment disputé l'Euro 2009 et la Coupe du monde 2011.
Elle met fin à sa carrière de joueuse à Juvisy en 2015 où elle se reconvertit entraîneuse adjointe. Par la suite, elle devient consultante sur Eurosport puis sur RMC Sport. Enfin, en septembre 2020, elle devient manager de la section féminine du HAC.

## Biographie

### Carrière en club
Après avoir joué à Bernay, puis Évreux, Laure Lepailleur intègre en 2002 le CNFE Clairefontaine. Deux ans plus tard, elle signe un contrat avec le Montpellier HSC, où elle remporte le titre de championne de France en 2005 et le Challenge de France l'année suivante. Elle parvient également avec le club héraultais à atteindre les demi-finales de la Coupe de l'UEFA.
En 2006, elle rejoint l'Olympique lyonnais. Avec cette équipe, elle gagne deux titres de championnes de France en 2007 et 2008 et atteint également les demi-finales de la Coupe de l'UEFA. Elle inscrit son unique but avec l'OL le 25 novembre 2007 lors d'un match de championnat face à Toulouse. Les Lyonnaises remportent largement le match sur le score de 10-0.
Alors qu'elle commence la saison 2008-2009 sur le banc ou au sein de l'équipe réserve, Laure Lepailleur s'envole vers la capitale et le Paris Saint-Germain. Vainqueur du Challenge de France en 2010, elle est sacrée vice-championne de France avec le PSG et décroche une qualification historique pour le club en Coupe d'Europe. Blessée au ménisque en novembre 2011, elle ne joue aucune rencontre officielle en 2012.
En janvier 2013, elle signe à Juvisy. Gravement blessée, elle met fin à sa carrière à l'âge de trente ans et, titulaire du BE1, elle devient entraîneuse adjointe du FCF Juvisy pour la saison 2015-2016.

### Carrière internationale
Laure Lepailleur fait sa première apparition en équipe de France le 13 mars 2005 face à la Finlande. Elle compte un total de 38 sélections avec les bleues, pour deux buts, inscrits contre la Pologne le 19 novembre 2010.
Elle a disputé l'Euro 2009, et a été retenue pour la Coupe du monde 2011.

### Consultante sportive et dirigeante
Lors de la Coupe du monde féminine 2015 au Canada, elle devient consultante pour Eurosport. Elle rejoint en 2018 RMC Sport.
En septembre 2020, Laure Lepailleur devient manager de la section féminine du HAC. Elle a pour mission de poursuivre le développement et la structuration du football féminin au sein du club havrais. En janvier 2021, elle prend également le rôle d'adjointe auprès du nouvel entraîneur Michaël Bunel.

## Palmarès
- Équipe de France moins de 19 ans : 
  - Vainqueur du Championnat d'Europe de football féminin des moins de 19 ans en 2003
- Montpellier : 
  - Championne de France en 2005
  - Vainqueur du Challenge de France en 2006
  - Vice-championne de France en 2006
- Olympique lyonnais :
  - Championne de France en 2007 et 2008
  - Finaliste du Challenge de France en 2007
- Paris Saint-Germain :
  - Vainqueur du Challenge de France en 2010
  - Vice-championne de France en 2011

## Statistiques

### En club
| Saison                | Club                  | Championnat           | Championnat | Championnat | Coupe(s) nationale(s) | Coupe(s) nationale(s) | Compétition(s) continentale(s) | Compétition(s) continentale(s) | Compétition(s) continentale(s) | Total | Total |
| Saison                | Club                  | Division              | M.          | B.          | M.                    | B.                    | Comp.                          | M.                             | B.                             | M.    | B.    |
| 2003-2004             | CNFE Clairefontaine   | Division 1            | 8           | 0           | -                     | -                     | -                              | -                              | -                              | 8     | 0     |
| Sous-total            | Sous-total            | Sous-total            | 8           | 0           | -                     | -                     | -                              | -                              | -                              | 8     | 0     |
| 2004-2005             | Montpellier HSC       | Division 1            | 22          | 0           | -                     | -                     | C1                             | 2                              | 0                              | 24    | 0     |
| 2005-2006             | Montpellier HSC       | Division 1            | 19          | 4           | 1                     | 0                     | C1                             | 10                             | 0                              | 30    | 4     |
| Sous-total            | Sous-total            | Sous-total            | 41          | 4           | 1                     | 0                     | -                              | 12                             | 0                              | 54    | 4     |
| 2006-2007             | Olympique lyonnais    | Division 1            | 17          | 0           | 1                     | 0                     | -                              | -                              | -                              | 18    | 0     |
| 2007-2008             | Olympique lyonnais    | Division 1            | 11          | 1           | 2                     | 0                     | C1                             | 7                              | 0                              | 20    | 1     |
| Sous-total            | Sous-total            | Sous-total            | 28          | 1           | 3                     | 0                     | -                              | 7                              | 0                              | 38    | 1     |
| 2008-2009             | Olympique lyonnais B  | Division 3            | 4           | 0           | -                     | -                     | -                              | -                              | -                              | 4     | 0     |
| Sous-total            | Sous-total            | Sous-total            | 4           | 0           | -                     | -                     | -                              | -                              | -                              | 4     | 0     |
| 2008-2009             | Paris Saint-Germain   | Division 1            | 11          | 1           | 1                     | 0                     | -                              | -                              | -                              | 12    | 1     |
| 2009-2010             | Paris Saint-Germain   | Division 1            | 16          | 0           | 4                     | 2                     | -                              | -                              | -                              | 20    | 2     |
| 2010-2011             | Paris Saint-Germain   | Division 1            | 21          | 1           | 1                     | 0                     | -                              | -                              | -                              | 22    | 1     |
| 2011-2012             | Paris Saint-Germain   | Division 1            | 8           | 1           | -                     | -                     | C1                             | 3                              | 0                              | 11    | 1     |
| Sous-total            | Sous-total            | Sous-total            | 56          | 3           | 6                     | 2                     | -                              | 3                              | 0                              | 65    | 5     |
| 2012-2013             | FCF Juvisy            | Division 1            | -           | -           | -                     | -                     | C1                             | 0                              | 0                              | 0     | 0     |
| 2013-2014             | FCF Juvisy            | Division 1            | 1           | 0           | -                     | -                     | -                              | -                              | -                              | 1     | 0     |
| 2014-2015             | FCF Juvisy            | Division 1            | -           | -           | -                     | -                     | -                              | -                              | -                              | 0     | 0     |
| Sous-total            | Sous-total            | Sous-total            | 1           | 0           | -                     | -                     | -                              | -                              | -                              | 1     | 0     |
| Total sur la carrière | Total sur la carrière | Total sur la carrière | 138         | 8           | 10                    | 2                     | -                              | 22                             | 0                              | 170   | 10    |

### En sélection
| Sélection | Année | Statistiques | Statistiques |
| Sélection | Année | Matchs       | Buts         |
| --------- | ----- | ------------ | ------------ |
| France    | 2005  | 3            | 0            |
| France    | 2006  | 8            | 0            |
| France    | 2007  | 1            | 0            |
| France    | 2008  | 0            | 0            |
| France    | 2009  | 5            | 0            |
| France    | 2010  | 4            | 2            |
| France    | 2011  | 17           | 0            |
| Total     | Total | 38           | 2            |